# Dorud
Dorud (perzsa nyelven: دورود) város Iránban, Loresztán tartományban. Dorud megye székhelye és legnagyobb városa. A 2006-os népszámláláskor lakossága 159.026 fő volt 23.596 családban.

## Leírása
A város Loresztán keleti részén, 1466 méter tengerszint feletti magasságban található és mintegy 62 km-rel keletre fekszik Horramábádtól, a tartomány közigazgatási központjától és 315 km-re délnyugatra Teherántól, az ország fővárosától. A Dorud név jelentése „két folyó” (do = kettő, rud = folyó), mivel a város két folyó (a Tire és a Márbare) találkozásánál áll.
A város éghajlatára jellemző a közepesen meleg nyár és viszonylag alacsony téli hőmérséklet. Az átlagos éves hőmérséklet +14 °C, az éves átlagos csapadékmennyiség 562 milliméter.
A város a szeizmikus tevékenység zónájában található. 2007. március 7-én a Dorudban egy 4,8 magnitúdójú földrengés következett be. Ennek eredményeként legalább 35 ember sérült meg.

## Gazdasága
Jelentős kereskedelmi és mezőgazdasági központ. Ezen kívül a városban található Irán 3 legnagyobb cementgyára is, amely naponta összesen 4,5 ezer tonna cementet termel.

## Látnivalók
A város közelében több vízesés is található: a város déli részén található Chaken (Chakan) és Shevy, az azonos nevű falu közelében.

## Galéria

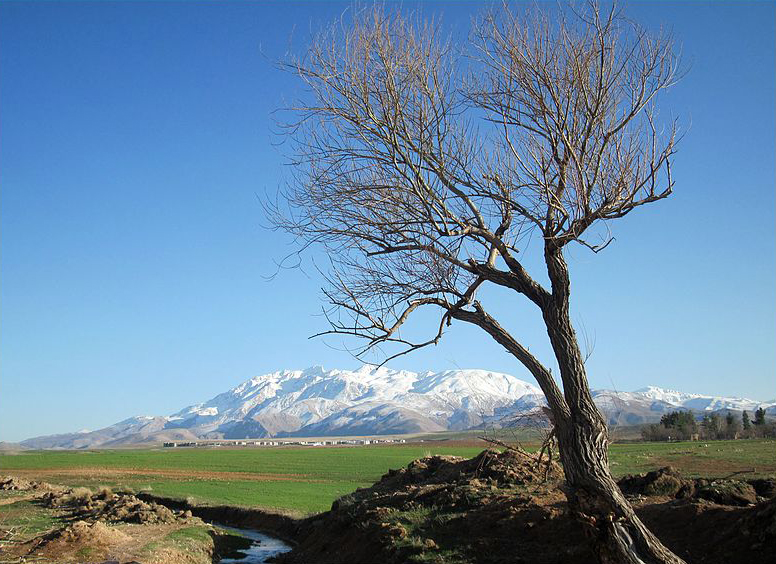
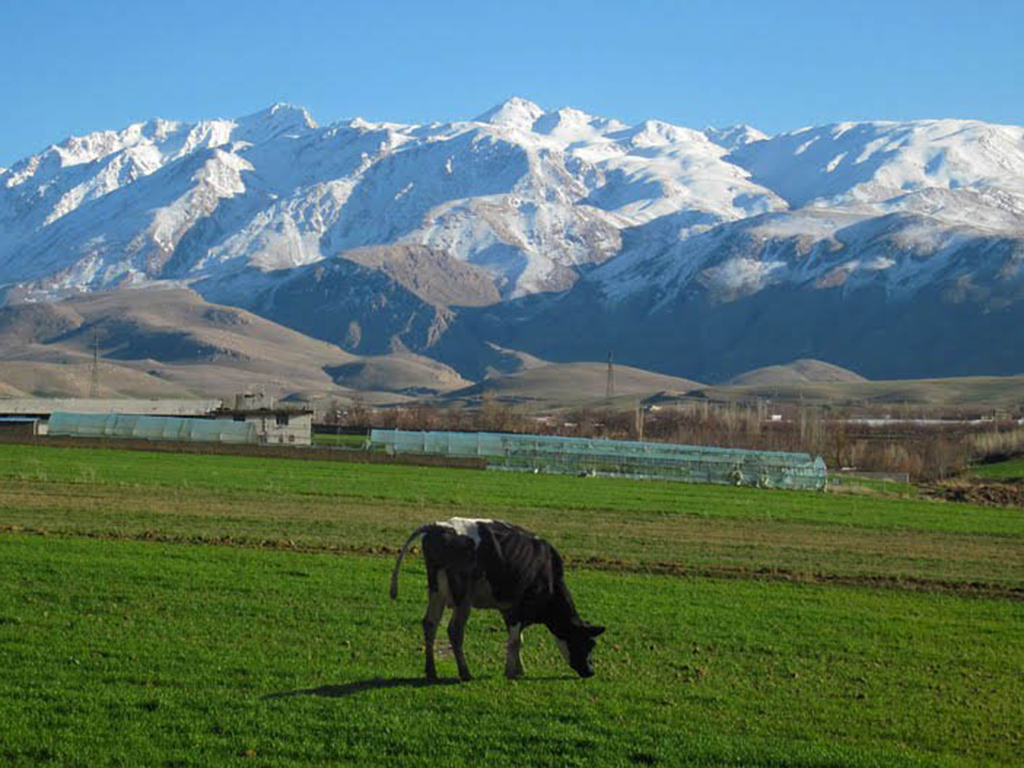
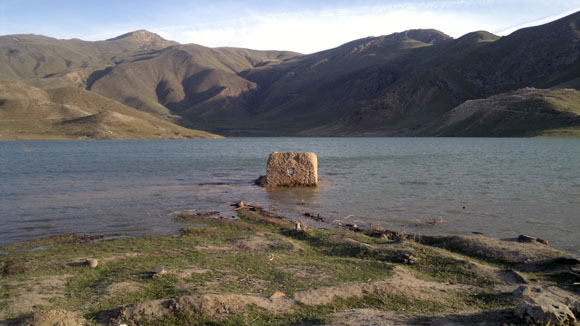
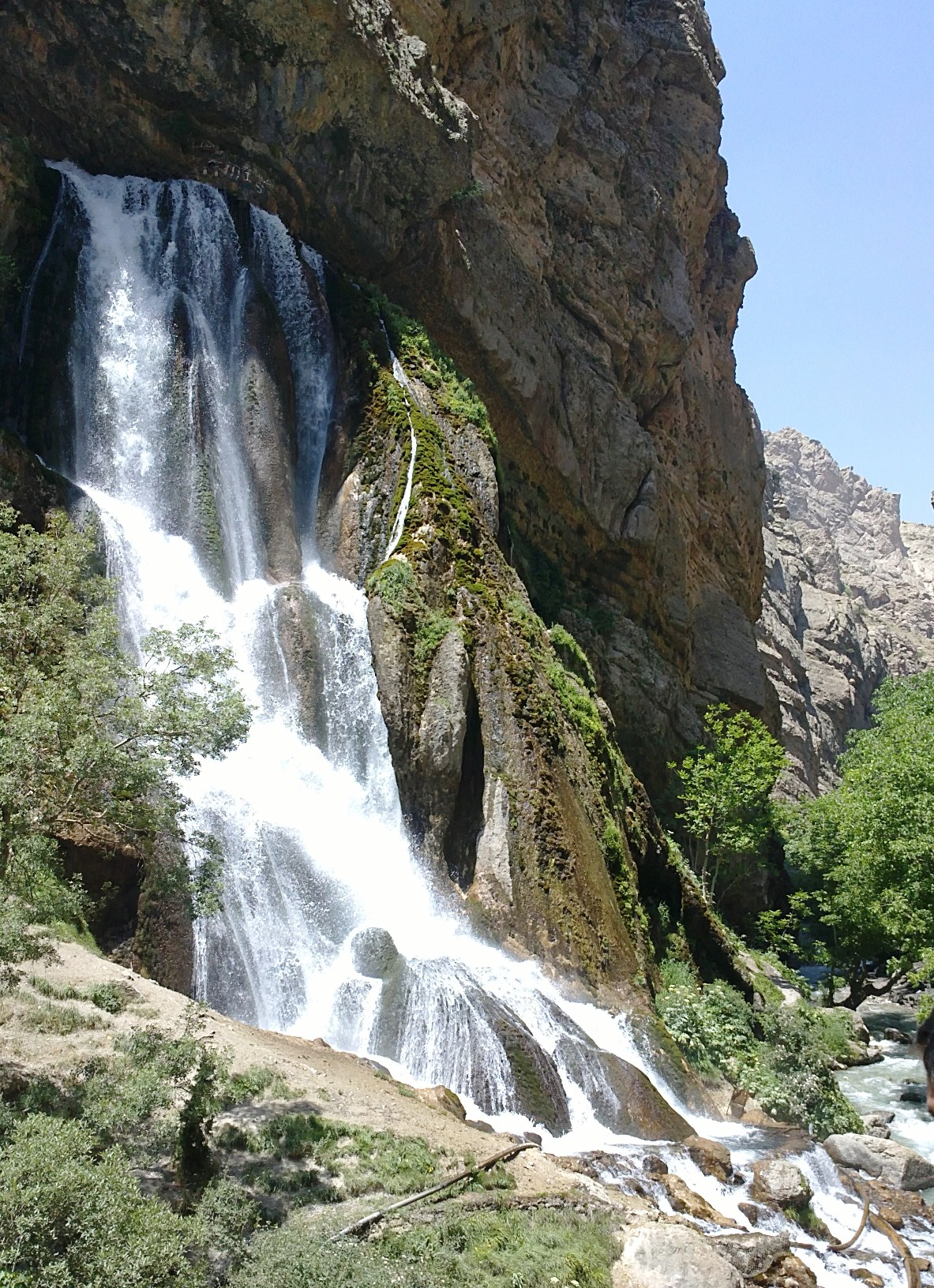